# همان‌گونه که هستم (ترانه)
«همان‌گونه که هستم» (به انگلیسی: The Way I Am) آهنگی از هنرمند اهل ایالات متحده آمریکا امینم است که در سال ۲۰۰۰ میلادی منتشر شد. این تک‌آهنگ در آلبوم مارشال مترز ال‌پی قرار داشت.